# César Simón Gordo
César Simón Gordo (València, 16 d'agost de 1932 - València, 11 de desembre de 1997) fou un professor de Filologia Hispànica i poeta d'expressió castellana.
La seua infància transcorregué a Villar del Arzobispo. Començà estudis de Dret, interromputs per una llarga malaltia després de la qual decidí canviar a Filosofia i Lletres. Obtinguda la llicenciatura a la Universitat de València el 1961, es traslladà a Alemanya, on ensenyà espanyol durant dos anys com a professor ajudant. Allí es casà, al març de 1962, amb Elena Aura, amb la qual tindria tres fills. Tornat d'Alemanya, fou professor d'Ensenyança Secundària en l'Institut Lluís Vives de Benetússer, i en el Marià Benlliure de València. El 1974 es doctorà amb una tesi sobre «Llenguatge i estil en l'obra poètica de Juan Gil-Albert». Durant uns anys compaginà les classes a l'institut amb la docència en la Facultat de Filologia de la Universitat de València, on ensenyà llengua espanyola, literatura hispanoamericana, poètica, lingüística, retòrica i teoria de la literatura, fins que obtingué plaça de professor titular d'aquesta disciplina en el Departament de Teoria dels Llenguatges.
Amb influències notables de poetes com ara Francisco Brines, la seua escriptura presenta un estil auster que revela una visió transcendent de la quotidianitat. Per edat pertanyia a l'anomenada «segona generació de postguerra», o generació del 50, però per les dates de publicació dels seus primers llibres coincidí amb la generació del 70. Aquest desfasament ha estat apuntat com una de les causes de la poca difusió de la seua obra fora de cercles reduïts en què, tanmateix, gaudia d'una alta consideració, com ho mostra l'influx de la seua poesia en diversos altres poetes valencians (Carlos Marzal, Antonio Cabrera, Vicente Gallego, entre altres), com també els homenatges de què ha estat objecte durant els seus darrers anys.
Fruit de la tesi doctoral dedicada a l'obra simoniana, Begoña Pozo ha publicat el volum titulat Un aire interior al mundo. Apuntes de un diálogo inacabado con César Simón. Alacant: IAC Juan Gil-Albert, 2010.
Morí de càncer l'11 de desembre de 1997. Des del 2002, l'Aula de Poesia del Vicerectorat de Cultura i Igualtat de la Universitat de València convoca anualment el Premio César Simón de poesia.

## Obres
Poesia
- Pedregal (Gandia: Ajuntament de Gandia, 1971). Premi Ausiàs March.
- Erosión (València: Hontanar, 1971).
- Estupor final (València: Lindes, 1977).
- Precisión de una sombra (Madrid: Hiperión, 1984), a més de l'obra que li dona títol, inclou tres obres anteriors.
- Quince fragmentos sobre un único tema: el tema único (Sagunt: Ardeas, 1985).
- Extravío (Madrid: Hiperión, 1991).
- Templo sin dioses (Madrid: Visor, 1996). Premi Loewe.
- El Jardín (Madrid: Hiperión, 1997).
- Poesia completa. Ed. de Vicente Gallego (València: Pre-Textos, 2016).
- El pretexto y el fervor (dins: Poesia completa. València: Pre-Textos, 2016).
- La casa desnuda. València: 21veintiúnversos, 2024. Col. Plaquettes 9.

Antologies
- Por aguas de memoria ajena. Antología poética. Ed. de Jenaro Talens (València: Episteme, 1997).
- Palabras en la cumbre. Antología 1971-1997. Prólogo de Claudia Simón (València: Institució Alfons el Magnànim, 2002).
- Una noche en vela. Antología poética. Ed. de Vicente Gallego (Sevilla: Renacimiento, 2006).

Novel·la, dietari, articles
- Entre un aburrimiento y un amor clandestino (València: Prometeo, 1979; 2a ed., rev., a cura de Begoña Pozo. Paiporta: Denes, 2010).
- Siciliana (València: Mestral, 1989).
- La vida secreta (València: Pre-Textos, 1994).
- Perros ahorcados (València: Pre-Textos, 1997).
- En nombre de nada (València: Pre-Textos, 1998).
- Papeles de prensa (Ed. de Manuel Catalán. Valencia: Institució Alfons el Magnànim, 2003).

Assaig
- Lenguaje y estilo en la obra poética de Juan Gil-Albert. Tesi doctoral. Universitat de València (1974).
- Lecciones de retórica y métrica. (Amb Ángel López y Antonio Melero. Valencia: Lindes, 1981).
- Signos del discurso y signos para el discurso: sobre psicoanálisis y literatura (Valencia: Eutopías, 1985).
- Juan Gil-Albert de su vida y obra (Alacant: Institut d'Estudis Alacantins, 1983).

Traducció
- Poemas de Andreas Gryphius, selecció, traducció i pròleg, en col·laboració amb Ernst-Edmund Keil (València: Hontanar, 1972).

## Premis
- Premi Ausiàs March 1970
- Premi Loewe 1996